# Antonienbrücken
Die Antonienbrücken sind zwei Brücken hintereinander im Zuge der Antonienstraße, einer Hauptverbindungsstraße zwischen den inneren Stadtbezirken in Leipzig und dem Stadtbezirk West (Grünau).

## Geschichte
Die heutigen Brücken wurden von 2013 bis 2016 neu gebaut und ersetzten Vorgängerbauwerke, die zuletzt von 1968 bis 1970 umgebaut wurden. Auf dem Plan der Sächsischen Staatseisenbahn von 1894/95 gibt es die Antonienstraße noch nicht, nur eine Bahnhofsstraße (heute: Rolf-Axen-Straße), die vom Südosten von Kleinzschocher kommend an den Bereich der späteren Antonienbrücken heranführt. Im Plan ist ein ebenerdiger Bahnübergang eingetragen. Die erste Antonienbrücke wurde 1902 nach einer Einigung der Sächsischen und Preußischen Staatseisenbahnen über eine Kostenteilung errichtet.

## Lage und Bedeutung
Zwischen den inneren Stadtbezirken und Leipzig-Grünau (2020 rund 54.000 Einwohner) erschwerten die umfangreichen Gleisanlagen des ehemaligen Industriebahnhofs von Plagwitz und weiter nördlich der Karl-Heine-Kanal die straßenseitige Verkehrsverbindung. Die Antonienbrücken über die Gleisanlagen stellen eine der beiden Hauptverbindungen zwischen den inneren Stadtbezirken und Leipzig-Grünau dar. Die andere geht über die Lützener Straße mit einer Brücke über den Karl-Heine-Kanal. Der Ausbau der Antonienbrücken war eine wichtige Voraussetzung für das Neubaugebiet Grünau (Grundsteinlegung am 1. Juni 1976). Die Ostbrücke überspannte damals 14 Gleise des ehemaligen sächsischen, die Westbrücke 16 Gleise des ehemaligen preußischen Bahnhofsteils.in diesem Bereich
Die Antonienstraße hat zwei Fahrspuren und einen Geh- und Radweg in jede Richtung sowie zwei Straßenbahngleise in der Mitte. Auf ihnen verkehren die Straßenbahnlinien 1 und 2, daneben ist Grünau noch mit weiteren Straßenbahnlinien über die Lützner Straße an Leipzig angebunden. Die Straßenbahntrasse im Bereich der Antonienbrücken existiert seit 1928 und war zunächst unter dem Namen Meyersdorfer Straßenbahntrasse bekannt, weil sie die Meyer’schen Häuser in Kleinzschocher an das Straßenbahnnetz anschloss.

## Neubau 2013–2016
Anfang des 21. Jahrhunderts waren die Brücken verschlissen und mussten durch Neubauten ersetzt werden. Der Industriebahnhof war zwischenzeitlich aufgegeben und die Gleisanlagen waren zurückgebaut worden. So war es möglich, die Brückenbauwerke zu verkürzen und zwischen ihnen Straße und Gleise auf einem Damm zu führen. Die neue Westbrücke überbrückt nur noch 4 Gleise und die neue Ostbrücke führt über einen Geh- und Radweg statt, wie vorher, über eine Ladestraße. Der Verkehr auf der Antonienstraße wurde zwischen Abriss und Neubau der Brücken (2013 bis 2016) nicht unterbrochen. Parallel zum Straßenverlauf wurden auf der Nordseite ein behelfsmäßiger Damm und eine Behelfsbrücke über die 4 Gleise der Bahn errichtet, über die sowohl der Straßenverkehr als auch die Straßenbahn geführt wurden. Die Wiedereröffnung erfolgte planmäßig am 8. Dezember 2016 nach 3 Jahren Bauzeit. Die Kosten beliefen sich auf 15,5 Mio. Euro.

## Technische Daten
- Westbrücke: Länge: 33 Meter, lichte Weite zwischen den Widerlagern 31,50 Meter, Breite: 24,75 Meter, kleinste lichte Höhe: 5,70 Meter über Schienenkante
- Ostbrücke: Länge: 21,70 Meter, lichte Weite zwischen den Widerlagern 21,77 Meter, Breite: 20,50 Meter, kleinste lichte Höhe: 4,6 Meter über der Fahrbahn[7]

## Veränderter Charakter der Umgebung
Der ehemalige Industriebahnhof von Leipzig-Plagwitz existiert nicht mehr und wurde in den 2010er Jahren sukzessive in einen Gleisgrünzug von 1100 Meter Länge und 120 Meter Breite verwandelt. Er erstreckt sich von der Karl-Heine-Straße in Plagwitz bis zur Schwartzestraße in Kleinzschocher. Nördlich der Antonienbrücken liegt 1 Hektar Urbaner Wald (gemeinsames Projekt des Bundesamtes für Naturschutz, der Stadt Leipzig und der TU Dresden). Südlich der Antonienbrücke wurde ein hohes Aufkommen der gesetzlich geschützten Zauneidechse festgestellt, weshalb hier der urbane Wald auf weiteren 5,6 ha durch Sukzessionsprozesse entstehen soll.

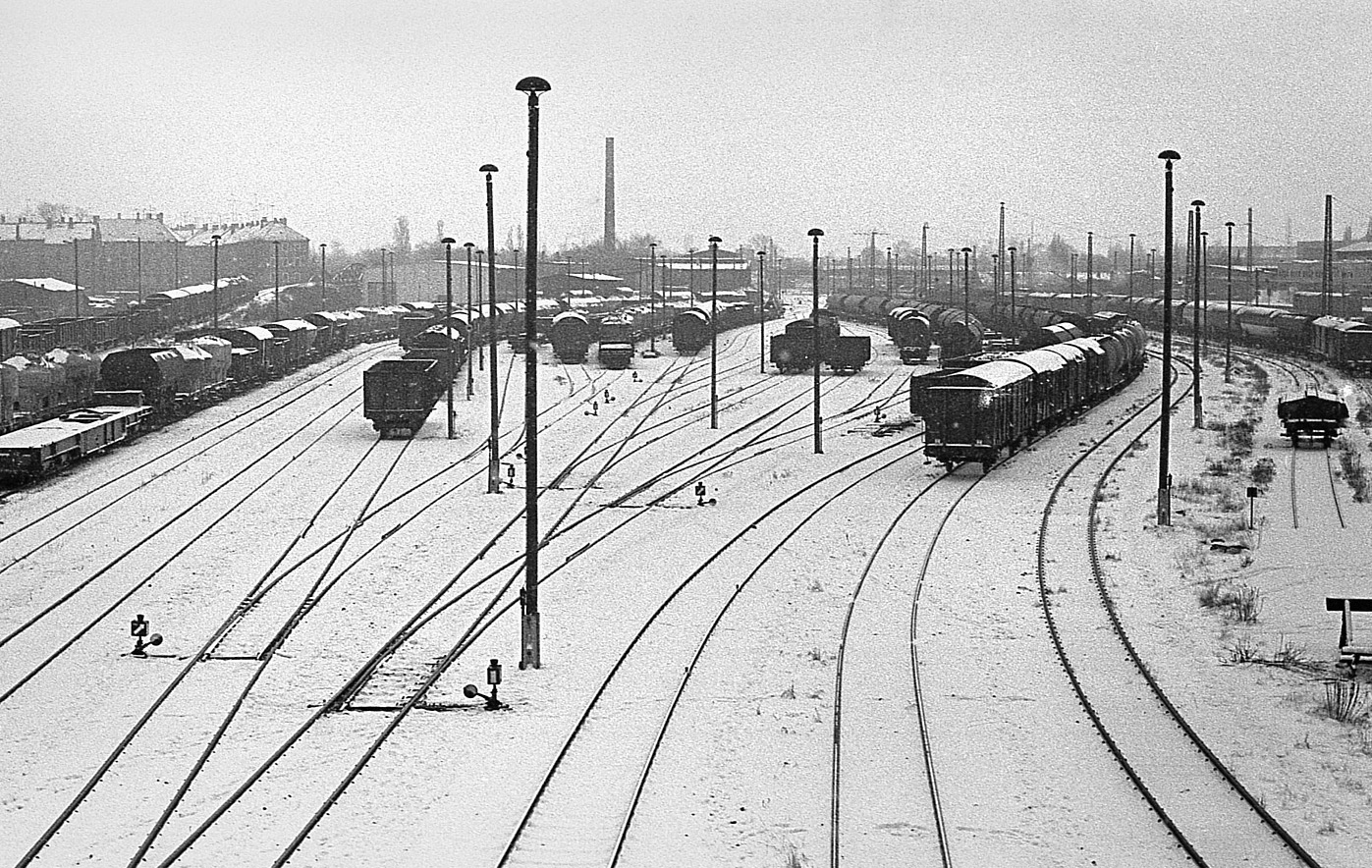
Gleisanlagen Plagwitz, 1985 von der Antonienbrücke nach Süden
Antonienbrücken, 2014, 180°-Panorama nach Süden
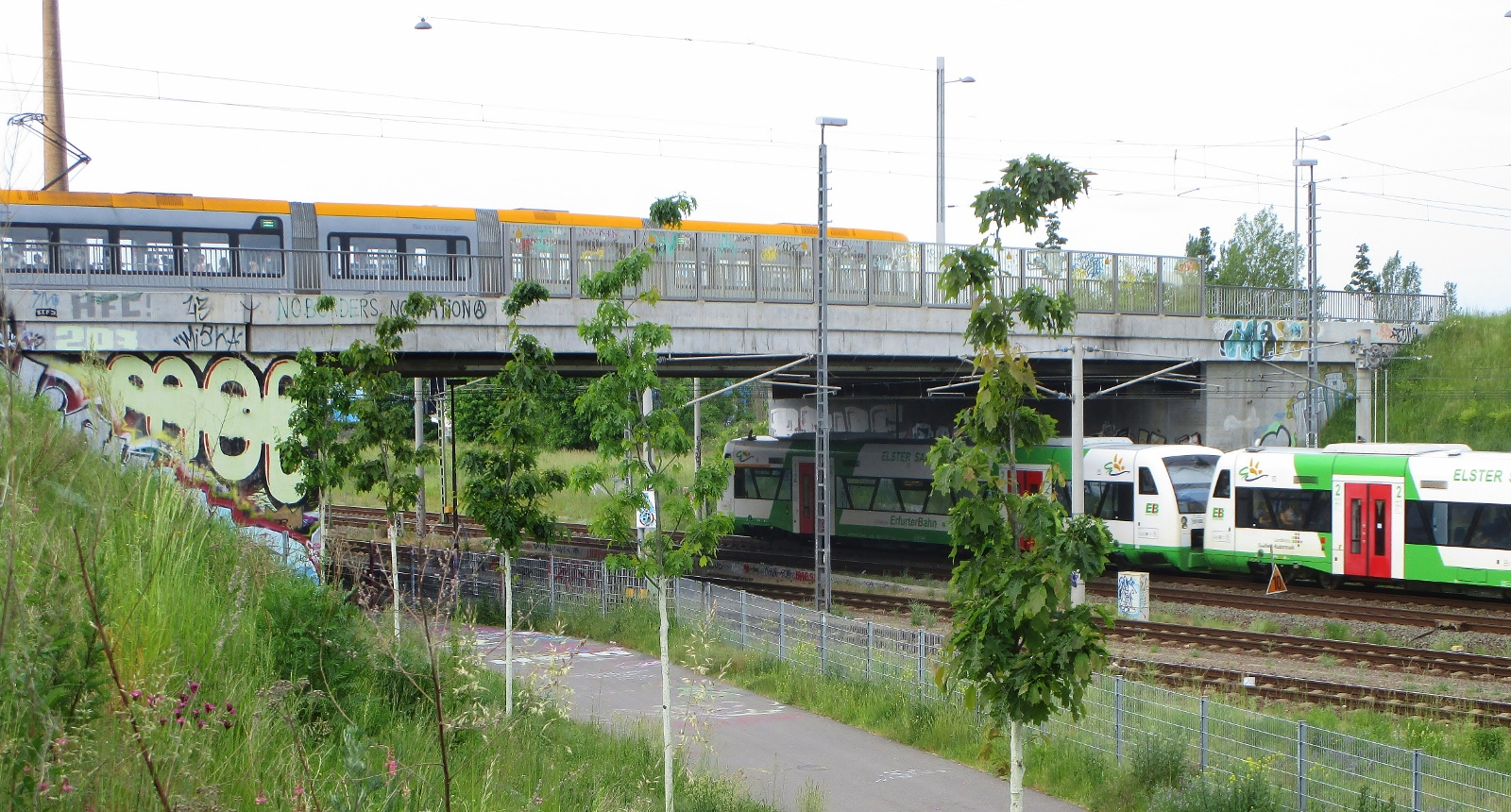
Westliche Antonienbrücke, 2021
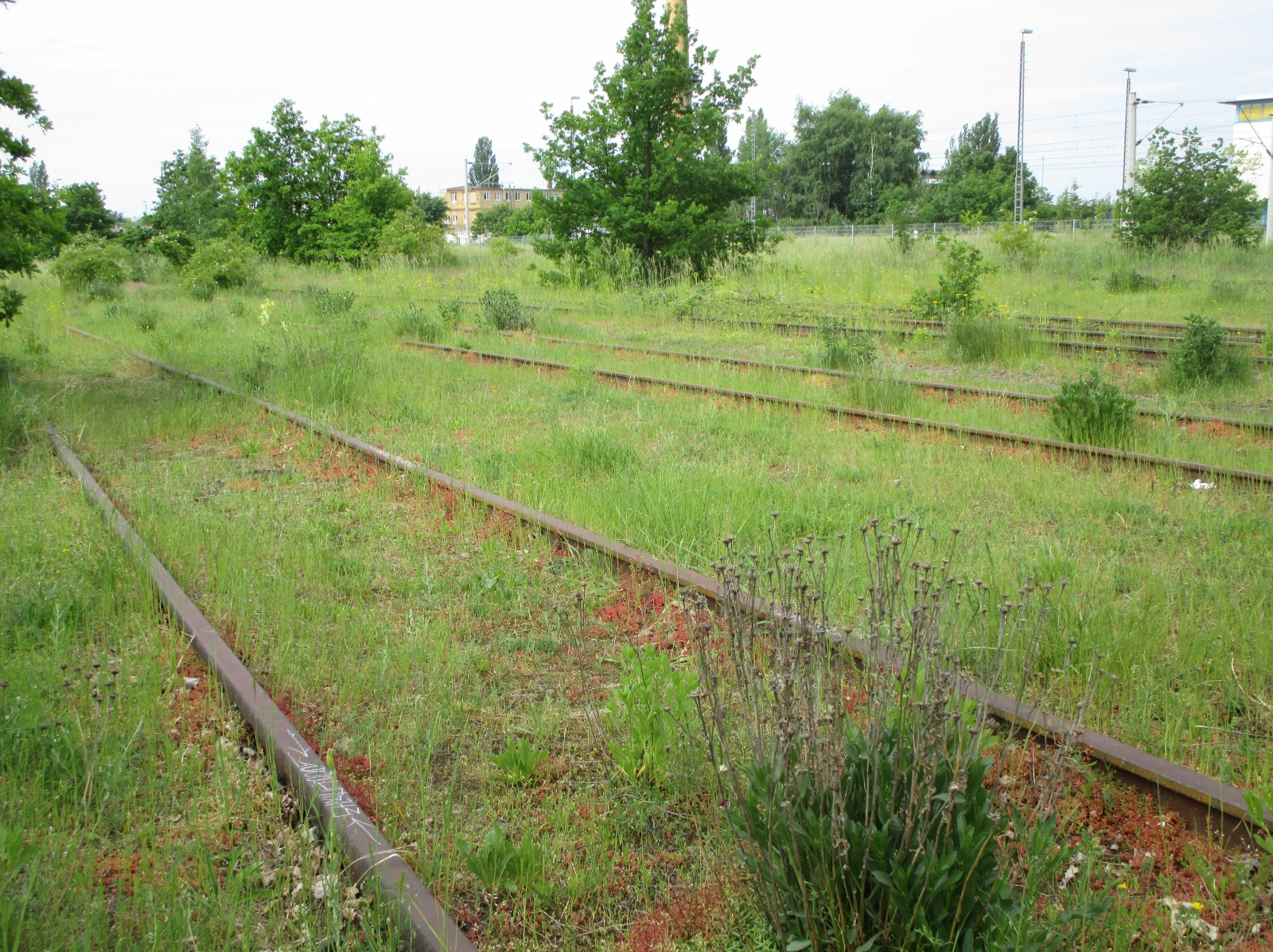
Urbaner Wald, 2021

## Wall of Fame
Seit 2017 können sich Graffiti-Künstlerinnen und Künstler an den Antonienbrücken legal treffen und sogenannte Walls of Fame besprühen.